# 16066 Richardbressler
16066 Richardbressler este o planetă minoră (asteroid), cu un diametru de 11,665 km, din centura de asteroizi. A fost descoperită pe 8 septembrie 1999 la Tucson de Catalina Sky Survey. 
Obiectul prezintă o orbită caracterizată de o semiaxă mare de 3,0365088 UAi, o excentricitate de 0,09, o înclinație de 10,87544 ° în raport cu ecliptica.